# تالانگاتا
تالانگاتا (به انگلیسی: Tallangatta) یک شهرک در استرالیا است که در ویکتوریا (استرالیا) واقع شده است.